# Werner Schneider (Fußballspieler, 1954)

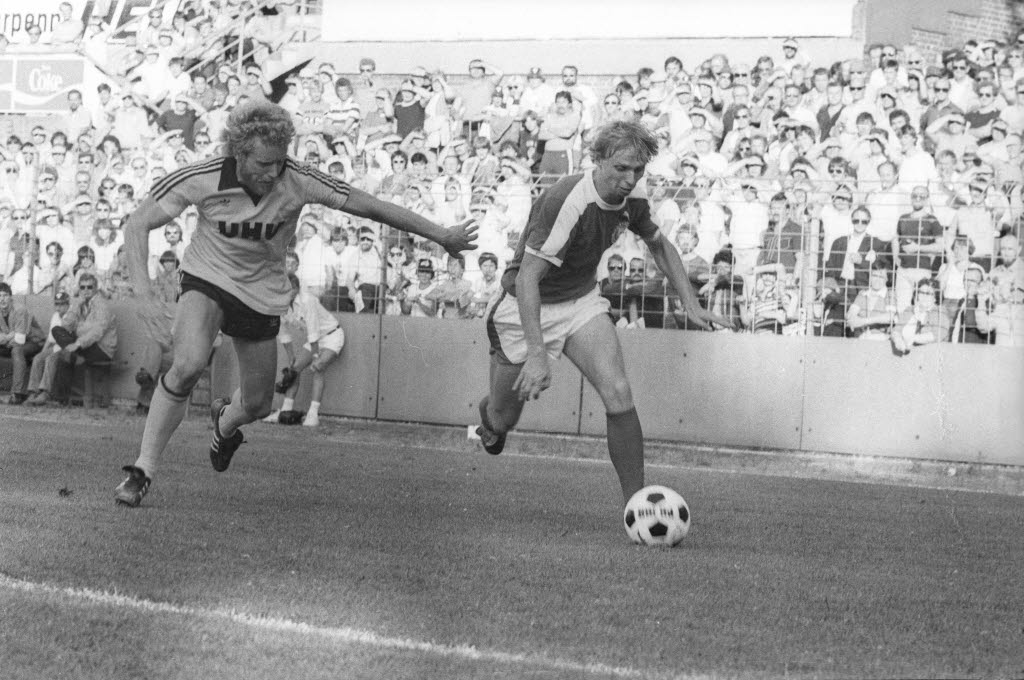
Freundschaftsspiel im Kieler Holsteinstadion: Werner Schneider (li.) im Laufduell mit Bernd Brexendorf (1980)

Werner Schneider (* 26. Juli 1954 in Duisburg) ist ein ehemaliger deutscher Fußballspieler, der in den Jahren 1972 bis 1983 in der Bundesliga 313 Spiele bestritt und 18 Tore (je 7 für den MSV Duisburg und Borussia Dortmund, 4 für Hertha BSC) erzielte.

## Laufbahn

### MSV Duisburg, 1971/72 bis 1976/77
Das Talent von Werner Schneider, der über die Stationen Viktoria Buchholz und Eintracht Duisburg zum MSV Duisburg gekommen war, führte ihn im Spieljahr 1971/72 als A-Jugendlicher zu sechs Berufungen in die DFB-Jugendnationalmannschaft, zum Erfolg mit der westdeutschen Auswahl im Finale des DFB-Jugend-Länderpokals mit 3:1 Toren gegen Norddeutschland und zur deutschen A-Jugendmeisterschaft 1972 mit einem 2:0-Erfolg gegen den VfB Stuttgart. Im Finale gegen den VfB stürmte Werner Schneider auf Rechtsaußen und erzielte für die Mannschaft von Trainer Willibert Kremer und Mittelstürmer Ronald Worm einen Treffer. Der Trainer der Lizenzmannschaft des MSV, Rudi Faßnacht, brachte den A-Jugendlichen in den letzten zwei Rundenspielen im Juni 1972 gegen den 1. FC Köln und Eintracht Frankfurt bereits in der Bundesliga zum Einsatz. Zusammen mit Klaus Wunder und Rudolf Seliger bildete er im 4:3:3-System den Angriff der Duisburger.
Ab der Saison 1972/73 gehörte Werner Schneider als Olympia-Amateur der Bundesligamannschaft der „Zebras“ an. In der Liga konnte sich der MSV in den Jahren bis 1976/77 nicht durch Platzierungen im vorderen Bereich der Tabelle auszeichnen, Rang neun im Jahre 1977 mit Trainer Otto Knefler war der einzige einstellige Tabellenplatz in diesen fünf Runden. Sportlicher Höhepunkt wurde das Erreichen des DFB-Pokal Finales im Jahre 1975. Mit Erfolgen gegen den Blumenthaler SV, 1. FC Nürnberg, FC Bayern München (3:2 im Münchner Olympiastadion), Altona 93, Werder Bremen und dem 2:1 nach Verlängerung im Halbfinale gegen Borussia Dortmund am 30. April 1975 zog die Mannschaft von Trainer Willibert Kremer in das Finale am 21. Juni 1975 in Hannover gegen Eintracht Frankfurt ein. Bei der 0:1-Niederlage im Endspiel bildete Werner Schneider mit Michael Bella, Detlef Pirsig und Bernard Dietz vor Torhüter Dietmar Linders die Defensive der Wedau-Elf. Vom anfänglichen Rechtsaußen hatte er sich hin zu einem offensiven rechten Außenverteidiger entwickelt. Durch die Einsätze in den Spielen gegen Paralimni Famagusta und Levski-Spartak Sofia in der Runde 1975/76 sammelte Schneider auch Erfahrung im UEFA-Cup. Insgesamt bestritt er von 1972 bis 1977 für den MSV Duisburg 157 Bundesligaspiele und erzielte dabei sieben Tore.

### Borussia Dortmund und Hertha BSC, 1977 bis 1983
Im Sommer 1977 wechselte der Offensivaußenverteidiger zu Borussia Dortmund. Im ersten Jahr bei den Schwarz-Gelben, 1977/78, kam er mit Trainer Otto Rehhagel auf den elften Platz. Mit 33:35 Punkten und dem negativen Torverhältnis von 57:71 Toren – nur der Absteiger FC St. Pauli hatte mit 86 Toren noch mehr Gegentreffer zu verzeichnen – war diese Runde nicht optimal für den Neuzugang wie auch nicht für den BVB verlaufen. Die den Rahmen sprengende 0:12-Niederlage am 29. April 1978 in Düsseldorf gegen Borussia Mönchengladbach erlebte Werner Schneider als Aktiver. Im zweiten Jahr steigerte Werner Schneider zwar seine persönliche Bilanz auf 34 Spiele mit vier Toren, aber auch Trainer Carl-Heinz Rühl (ab dem 29. April 1979 Uli Maslo) konnte die Borussia nicht in der Tabelle nach vorne führen. Am Ende landete Dortmund auf dem zwölften Rang. Udo Lattek übernahm zur Runde 1979/80 das Traineramt und führte Borussia Dortmund auf den sechsten Platz. Schneider hatte in 33 Spielen mitgewirkt und zwei Treffer erzielt. Trainer Lattek beendete am 10. Mai 1981 seine Tätigkeit beim BVB und als Mönchengladbach am 13. Juni 1981 das Borussen-Derby mit 3:0 Toren in Dortmund gewann, Schneider war als linker Verteidiger im Einsatz, verloren die Westfalen den Platz im UEFA-Cup der Runde 1981/82.
In der Saison 1981/82 bestritt der Ex-Duisburger am 15. August 1981 sein einziges Spiel in dieser Runde für Dortmund gegen Eintracht Frankfurt und wechselte zu Hertha BSC in die 2. Bundesliga, wo er am 18. Oktober in der Begegnung gegen den VfL Osnabrück seinen Einstand mit einem 3:0-Sieg feiern konnte. Mit 26 Spieleinsätzen hatte er dann noch Anteil am Bundesligaaufstieg der Hertha, der dieser mit dem zweiten Platz im Sommer 1982 mit Trainer Georg Gawliczek glückte. Als Mannschaftskapitän war er mit dem Aushandeln der Erfolgsprämien für die anstehende Bundesligasaison betraut. Dabei konnte er sich jedoch nicht mit dem Vorstand einigen, so dass er vor dem ersten Saisonspiel – aufgrund Terminkollision mit dem ISTAF Berlin war dies das vom zweiten Bundesligaspieltag vor den eigentlichen Saisonauftakt vorgezogene Heimspiel gegen Borussia Dortmund, das mit einer 1:3-Niederlage endete – von seinem Amt zurücktrat. Da zunächst keiner freiwillig zur Nachfolge bereit war, bestimmte Gawliczek Werner Killmaier kurzfristig zum Tragen der Kapitänsbinde und erst später wurde mit Mittelfeldspieler Jürgen Mohr ein neuer Kapitän gefunden. Im Fußball-Oberhaus konnte Hertha den Klassenerhalt nicht bewerkstelligen und stieg sofort 1983 wieder in die 2. Liga ab. Werner Schneider hatte alle 34 Spiele in der Bundesliga bestritten und vier Tore erzielt. Das letzte Ligaspiel bestritt er mit seinen Defensivkollegen Gregor Quasten (Torhüter), Ole Rasmussen, Dieter Timme und Horst Ehrmantraut am 4. Juni 1983 bei der 2:3-Auswärtsniederlage beim 1. FC Köln.
Nach 313 Bundesligaeinsätzen mit 18 Toren beendete Werner Schneider 1984 seine Laufbahn in der Bundesliga und wechselte in das Amateurlager zu Viktoria Goch.

### Auswahlspiele, 1973 bis 1977
Am 28. Februar 1973 debütierte der Spieler vom MSV Duisburg beim Länderspiel der deutschen Fußballnationalmannschaft der Amateure in Montecatini gegen Italien in der DFB-Elf. Beim 2:0-Sieg stürmte der schnelle Mann am linken Flügel der deutschen Mannschaft. In der Juniorennationalmannschaft U 23 des DFB kam er am 27. März 1973 ebenfalls zum Einsatz. Mit den DFB-Amateuren spielte sich Werner Schneider 1973/74 bis in das Endturnier im UEFA Amateur Cup in Rijeka im April 1974. Jugoslawien und Deutschland wurden gemeinsam zum Sieger erklärt und Schneider war dabei als Flügelstürmer im Einsatz gewesen. Im April/Mai 1975 vertrat er die DFB-Farben bei den Olympia-Qualifikationsspielen gegen Spanien und im Juli bei den Länderspielen in China und Singapur.
Am 22. Februar 1977 wurde er auch in die B-Nationalmannschaft beim Länderspiel in Orléans gegen Frankreich berufen. Mit Michael Lameck vom VfL Bochum bildete er bei der 0:1-Niederlage das Verteidigerpaar vor Torhüter Rudi Kargus.
Sein 24. und letztes Länderspiel in der Amateurnationalmannschaft bestritt Werner Schneider am 11. Mai 1977 beim 5:0-Erfolg gegen Frankreich in Mülhausen und beendete damit seine internationalen Einsätze.